# Anandnagar
Anandnagar es un pueblo y nagar Panchayat situado en el distrito de Maharajganj en el estado de Uttar Pradesh (India). Su población es de 10113 habitantes (2011). Se encuentra a 45 km de Gorakhpur.

## Demografía
Según el censo de 2011 la población de Anandnagar era de 10113 habitantes, de los cuales 5303 eran hombres y 4810 eran mujeres. Anandnagar tiene una tasa media de alfabetización del 88,41%, superior a la media estatal del 67,68%: la alfabetización masculina es del 92,96%, y la alfabetización femenina del 53,71%.